# Адамс, Санрайз
Санрайз Адамс (англ. Sunrise Adams), настоящее имя — Кэсси Дэйл Хаггинс (англ. Cassie Dale Huggins; род. 14 сентября 1982, Сент-Луис, Миссури) — американская порноактриса.

## Биография
Выросла в сельской местности Восточного Техаса в городке Пиктон с населением 90 человек, без телефона и одним транслируемым телеканалом. В 18 лет перебралась в Лос-Анджелес, где началась её карьера в порноиндустрии.
С августа 2002 года — актриса студии Vivid Entertainment. Дебютировала в порно годом ранее, 8 января, снявшись в фильме More Dirty Debutantes 186 (Эд Пауэрс).

## Награды и номинации
- 2003 — Venus Award — Лучшая новая старлетка (победа)[6]
- 2004 — AVN Award — Лучшая сцена орального секса (номинация; в паре с Рэнди Спирсом)[7]